# Dansk Filmjournal 2
|  | Denne artikel er oprettet af botten Steenthbot ud fra en ekstern database. Den kan derfor have sproglige fejl eller mangler. Denne skabelon kan fjernes efter kontrol af indholdet. |

Dansk Filmjournal 2 er en dansk dokumentarisk optagelse fra 1965.

## Handling
En række ugerevyindslag fra 1956-1966 klippet sammen:
- 1960: Christians Brygge broen ved Knippelsbro, Ny motorvej ved Lyngby.
- 1961: Christians Brygge broen indvies.
- 1962: Parkeringsanlæg og forretningscenter under opførelse midt i Aalborg ved Budolfi Kirke, Ågade i København skal gøres bredere og den sidste rest af Ladegaardsåen overdækkes, Indlæg om bevaring af gamle bygninger i København, Langelandsbroen indvies, Kong Frederik d. IX's bro indvies i Nykøbing Falster.
- 1963:Kodak flytter til nye lokaler, Rigshospitalet bygges om, Herning-hallerne snart færdige.
- 1964 Det gamle Valby omkring Skolegade/Mosedalsvej, Ny banelinie langs Køge Bugt anlægges, Inddæmning påbegyndt på Avedøre Holme, Bellacentret opføres ved Bellahøj, Mere om Avedøre Holme.
- 1965: Forskellige byggeprojekter i København - Nationalbanken, Royal Hotel, Axelborg, Ny bro over Sebbersund, Arkitektkonkurrence om Industriens Hus er afgjort (farveindslag) Arne Jacobsen vinder, Bro til Tåsinge påbegyndt, Bella Centret åbnes, Indvielse af Tuborgs nye kontorbygning.
- 1958: Indvielse af amtssygehuset i Glostrup.
- 1956: Byggearbejdet er i gang på Halsskov-Knudshoved.
- 1961 Byggeriet af Hanstholm Havn er for alvor begyndt.
- 1957: Det danske atomkraftværk ved Risø.
- 1958: Risø indvies med Niels Bohr, Viggo Kampmann, H.C. Hansen, Jens Otto Krag og kongeparret. Byggeriet af Hotel Royal.
- 1961: Hotel Royal færdigt.[1]